# Lieskovec, Humenné
Lieskovec este o comună slovacă, aflată în districtul Humenné din regiunea Prešov. Localitatea se află la altitudinea de 156 m deasupra n.m., se întinde pe o suprafață de 9,69 km2 și în 2017 număra 445 de locuitori.

## Istoric
Localitatea Lieskovec este atestată documentar din 1430.

## Demografie
| An:                | 1994 | 2004   | 2014   | 2024   |
| ------------------ | ---- | ------ | ------ | ------ |
| Număr de persoane: | 474  | 458    | 443    | 414    |
| Diferență:         |      | −3,37% | −3,27% | −6,54% |

| An:                | 2023 | 2024   |
| ------------------ | ---- | ------ |
| Număr de persoane: | 417  | 414    |
| Diferență:         |      | −0,71% |